# Chemilly-sur-Serein
Chemilly-sur-Serein je francouzská obec v departementu Yonne, v regionu Burgundsko-Franche-Comté. V roce 2008 zde žilo 176 obyvatel. Leží u řeky Serein.